# Zaprionus obscuricornis
Zaprionus obscuricornis är en tvåvingeart som först beskrevs av Johannes Cornelis Hendrik de Meijere 1916.  Zaprionus obscuricornis ingår i släktet Zaprionus och familjen daggflugor.